# Horchheim (Weilerswist)
Horchheim ist ein Ortsteil der Gemeinde Weilerswist im Kreis Euskirchen, Nordrhein-Westfalen und bildet zusammen mit Großvernich und Kleinvernich die Ortschaft Vernich mit knapp 3.500 Einwohnern.

## Lage
Der Ortsteil liegt südwestlich von Weilerswist an der Kreisstraße 11. Westlich des Ortes verläuft die Bundesautobahn 1. Östlich fließen der Lommersumer Bach und die Erft am Dorf vorbei.
Östlich von Horchheim ist ein Feuchtbiotop als Naturschutzgebiet ausgewiesen. Es hat eine Fläche von 5,6 ha. Die Gehölze der Hofanlage Horchheim sind ein geschützter Landschaftsbestandteil.

## Verkehr
Die VRS-Buslinie 823 der RVK verbindet den Ort mit Weilerswist und Bodenheim, überwiegend als TaxiBusPlus nach Bedarf.
| Linie | Verlauf |
| ----- | --- |
| 823   | MiKE (außer im Schülerverkehr): Weilerswist Bf – (Großvernich –) Kleinvernich – Horchheim – Lommersum – Bodenheim |